# Trecastagni
Trecastagni település Olaszországban, Szicília régióban, Catania megyében. Lakosainak száma 11 265 fő (2023. január 1.). Trecastagni Pedara, San Giovanni la Punta, Viagrande és Zafferana Etnea községekkel határos.

## Népesség
A település lakossága az elmúlt években az alábbi módon változott:
| Lakosok száma | 10 985 | 11 074 | 11 265 |
|               | 2017   | 2018   | 2023   |